# Santa Eulàlia de Fullà
Santa Eulàlia de Fullà és l'església parroquial del poble nord-català de Fullà, a la comarca del Conflent.
Està situada al veïnat de Fullà d'Avall, o de Santa Eulàlia, o la Catllania, de la població de Fullà.

## Història

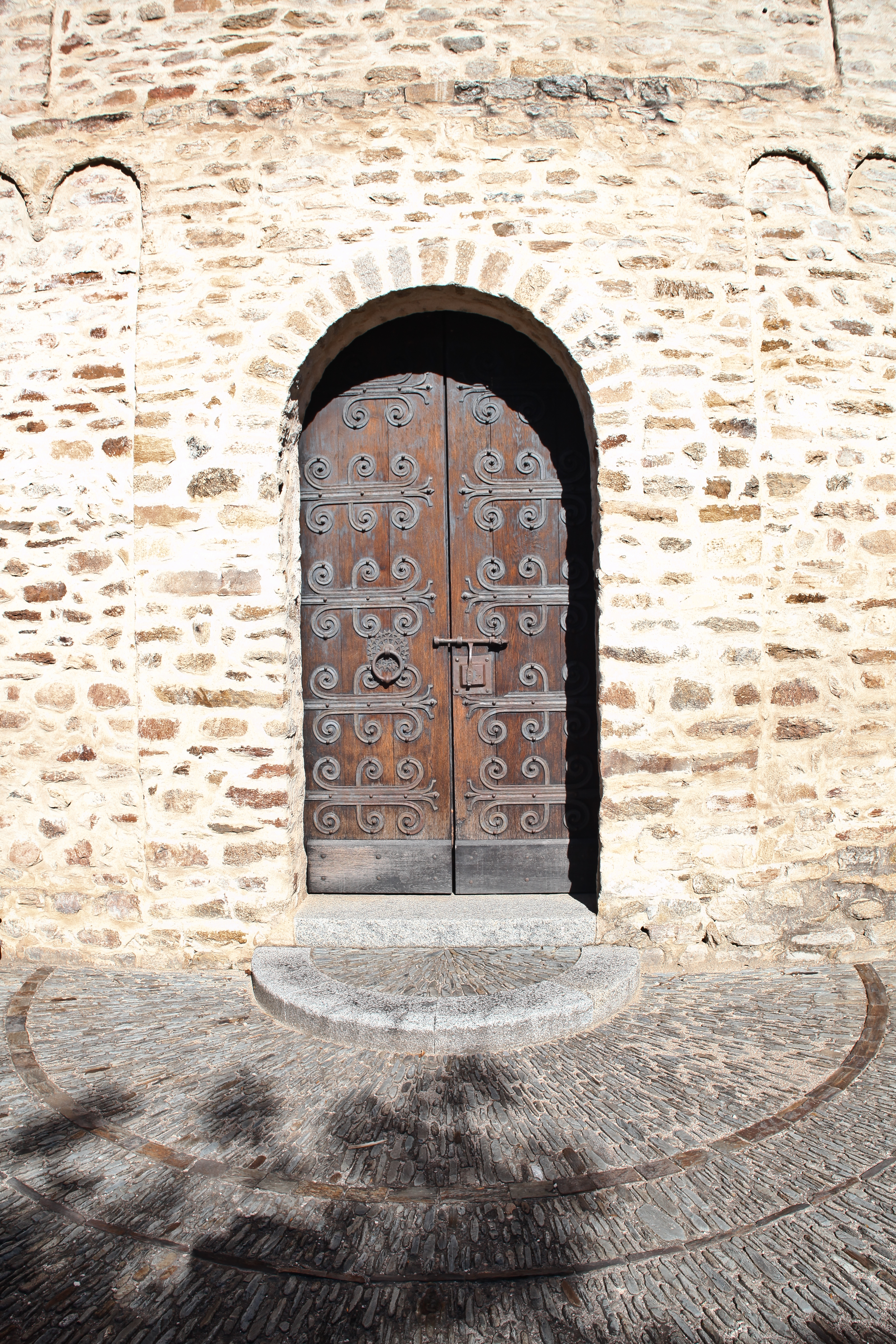
Detall de la porta

Esmentada ja al 906 quan els bisbes, reunits en sínode episcopal a Barcelona, en confirmaren a l'abadessa Emma de Sant Joan de les Abadesses la possessió, juntament amb la sufragània de Sant Esteve de Campelles (a l'actual municipi de Vilafranca de Conflent). Aquella edificació original, però fou substituïda per una de nova, consagrada el 22 de desembre del 1031 pel bisbe d'Elna Berenguer (Berenguer III de Sendred de Gurb? Berenguer de Cerdanya?) i que els homes de Fullà lliuraren al bisbat (atesa la supressió el 1017 de la comunitat de Sant Joan de les Abadesses). En un algun moment històric, l'església depengué de la mensa prioral de Santa Maria de Cornellà de Conflent i, al segle xiv pertangué a l'abadia de Sant Miquel de Cuixà.
Entre els segles xii i xiii va ser fortificada, com ho mostra la paret construïda sobre la façana nord i per la base d'un campanar de torre de planta quadrada (en el present desaparegut) que se situava a la façana sud.
Santa Eulàlia de Fullà va ser declarat Monument històric de França el 9 de setembre del 1965.

## Arquitectura

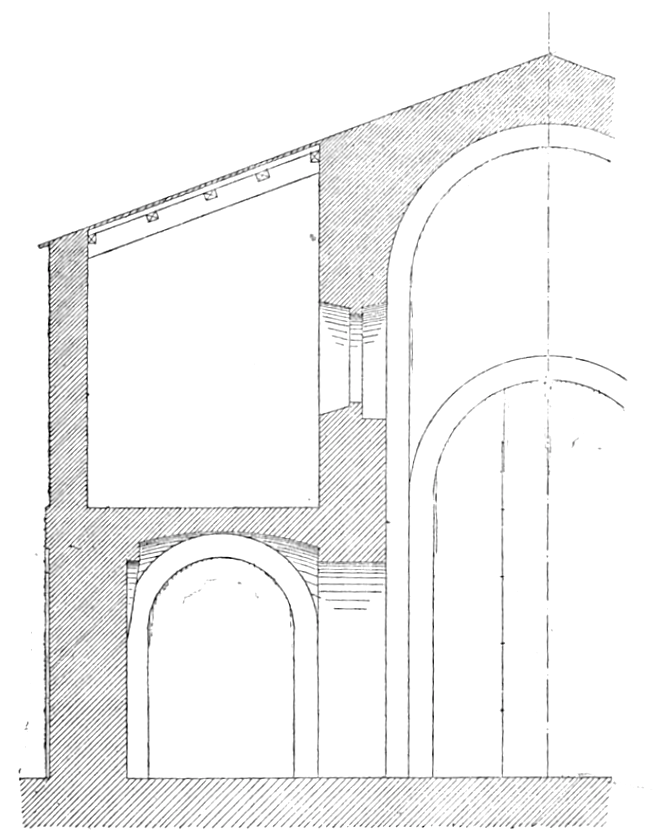
Tall de l'església, per J. A. Brutails

Es tracta d'una església romànica de planta basilical de tres naus paral·leles acabades en absis semi-circulars. La nau central (de 9,70 metres d'alçada sota clau) és de volta de canó, dividida per tres arcs torals en quatre trams d'uns quatre metres de llarg cadascun. Les dues naus laterals, comunicades per arcs amb la principal, són força més baixes (3,50 metres d'alçada) i tenen volta d'aresta que semblen ser les originals, algunes si més no. Aquestes naus laterals haurien estat cobertes per teulada en pendent. La diferència d'alçades amb la nau principal hauria permès l'obertura de finestres a aquesta per a il·luminació (claristori); actualment, la llum hi entra per tres finestres de mig punt i doble esplandit (a diferència de l'arc atrompetat, d'esplandit senzill), orientades a migdia. A banda, hi ha dues finestres al nord i una finestra en forma de creu sobre l'arc triomfal que resol la transició entre la nau (molt més alta) amb l'absis del presbiteri, molt més baix. Al fons de la nau central hi la tribuna d'un cor elevat, amb una balustrada de fusta.

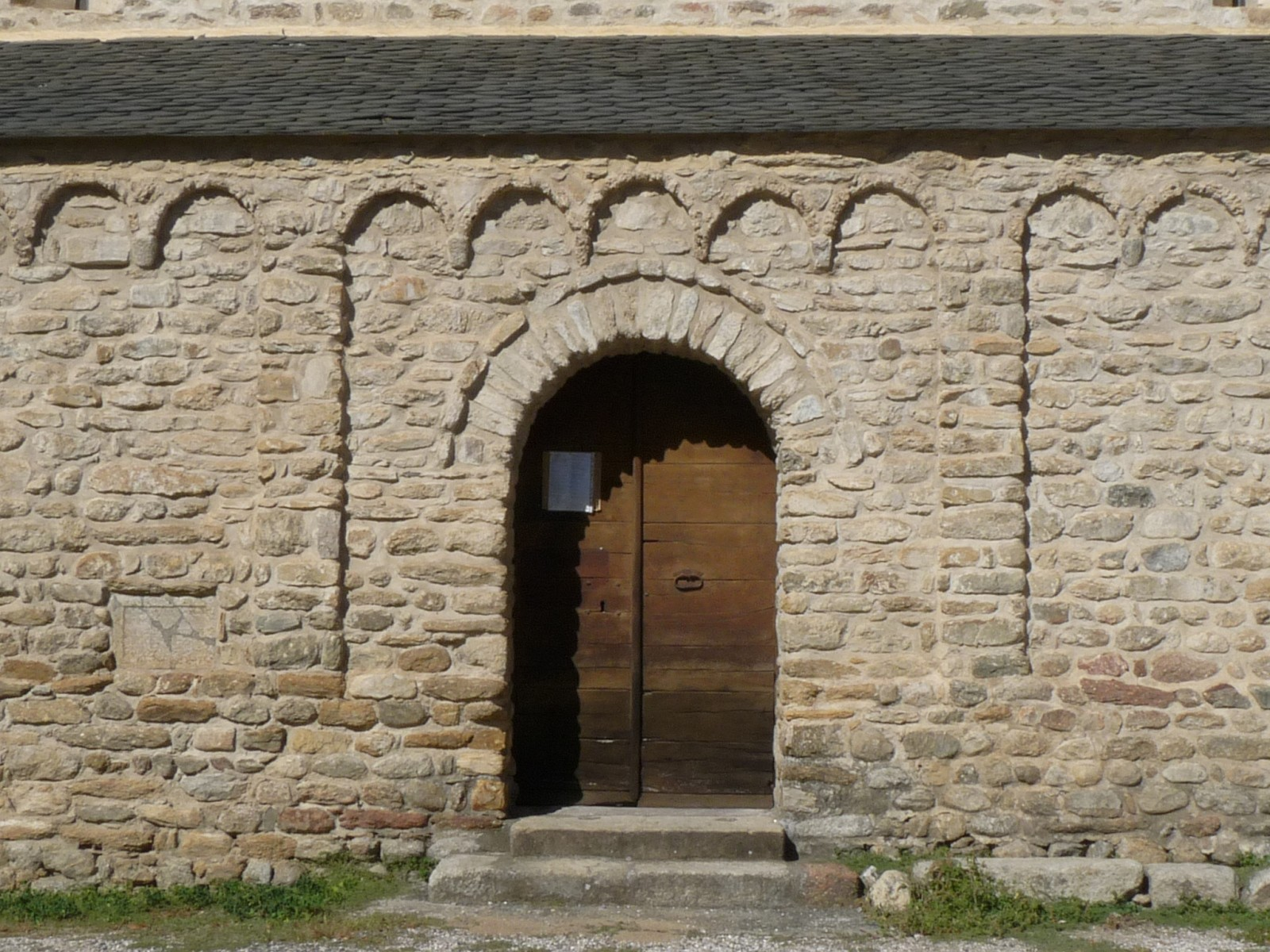
Façana meridional, amb arcades llombardes

S'accedeix a l'edifici per una porta oberta en plena cintra al mur sud. Un arc de llosetes planes la ressegueix. La porta, de fusta, està decorada amb ferramenta. Les excavacions han permès de trobar les restes del portal original, que havia restat amagada per una antiga rectoria: molt alt, amb llinda, arc de descàrrega de mig punt i timpà sense decoració. A banda i banda d'aquesta antiga porta es pot observar a la façana una rica decoració de bandes llombardes. La disposició d'aquestes bandes és curiosament asimètrica amb dos grups de tres arcs a esquerra de la façana, un grup de dos i un de cinc a la dreta. Per contra, el mur sud presenta també lesenes, però de forma més regular: sis a l'esquerra (amb una finestra entre la tercera i la quarta), sis a la dreta (en dos grups de tres separats per un pilar) i cinc en el centre per sobre la porta.

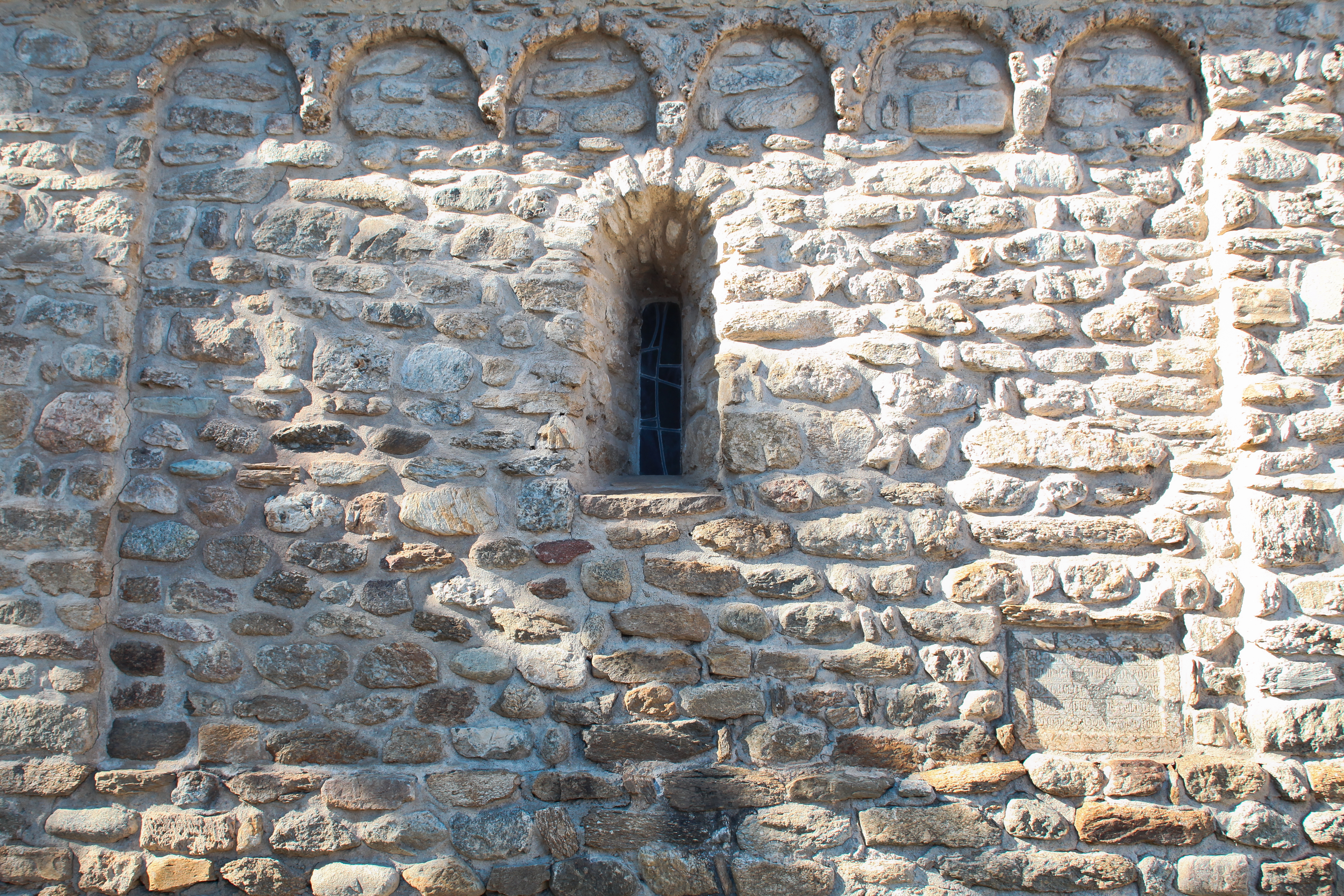
Detall de la finestra

El campanar és de torre de planta quadrada i se situa al començament de la nau oest; substitueix un d'anterior adossat a la façana sud, la base quadrada del qual es fa servir en el present de sagristia. L'actual té un pis superior amb quatre columnes que sustenten una teulada a quatre vessants rematada per una creu en ferro forjat. El campanar és d'un estil posterior al romànic de l'església.
Cal destacar el retaule de l'altar major, barroc, una obra de Lluís Generes datada el 1666 si bé amb elements anteriors integrats. Està decorat amb quatre estàtues: santa Eulàlia (segle xv), sant Sebastià, santa Júlia i sant Roc (segle XVII). També mostra dues pintures del martiri de santa Eulàlia, i un tavernacle amb la porta pintada.
El mobiliari té també altres peces d'interès com un retaule dedicat a la Mare de Déu (del segle XVII), una pintura de santa Teresa d'Àvila (segle xviii), candelers (XIII) i làpides sepulcrals de 1318 i 1778.

### Interpretació artística
Les característiques d'aquesta església han fet que diversos especialistes (Bruitails L'art religiós... (1901), Puig L'arquitectura romànica... (1909-1918), Monsalvatje El obispado... (1911-1915), Cazes La vallée... (1989)) s'hi hagin interessat i hi hagin trobat un lligam estilístic amb Sant Vicenç de Cardona (Bages) i Santa Maria d'Obarra (Baixa Ribagorça), possiblement vinculat a la influència de l'Abat Oliba. Se la considera contemporània i emparentada estilísticament amb les primeres construccions d'arquitectura romànica d'estil llombard a la Catalunya del Nord, com Sant Miquel de Cuixà (1008-1035) i Sant Pau de Pi (1022). També s'indica que Santa Eulàlia de Fullà representa un intent d'introducció a Catalunya de la planta basilical amb la nau central més alçada que les laterals il·luminada amb claristori, per oposició al model de tres naus d'alçades similars cobertes per una única teulada a dues vessants (Sant Martí del Canigó).